# 武島務
武島 務（たけしま つとむ、1863年2月20日（文久3年1月3日） - 1890年（明治23年）5月17日）は、日本の明治期の陸軍軍医。森鷗外の短編小説『舞姫』に登場する主人公・太田豊太郎のモデルとされる。

## 生涯

### 生い立ち
1863年2月20日（文久3年1月3日）、武蔵国秩父郡太田村（現・埼玉県秩父市）に漢方医であった武島家三代目の父・有慶と母・きよの長男に生まれた。済生学舎（現日本医科大学）と東亜医学校にて医学を学ぶ。東亜医学校では森鴎外から生理学の講義を受ける。1882年（明治15年）に東京府医術開業試験に合格。内外科医術開業免許を受ける。

### 軍医任官
1884年（明治17年）3月、軍医学講習所（陸軍軍医学校の前身）に入所。ここで森鴎外から軍陣衛生学の講義を受ける。卒業後は軍医試補・教導歩兵副医官を経て、1885年（明治18）3月に東京陸軍病院の三等軍医に任官する。

### ドイツ留学

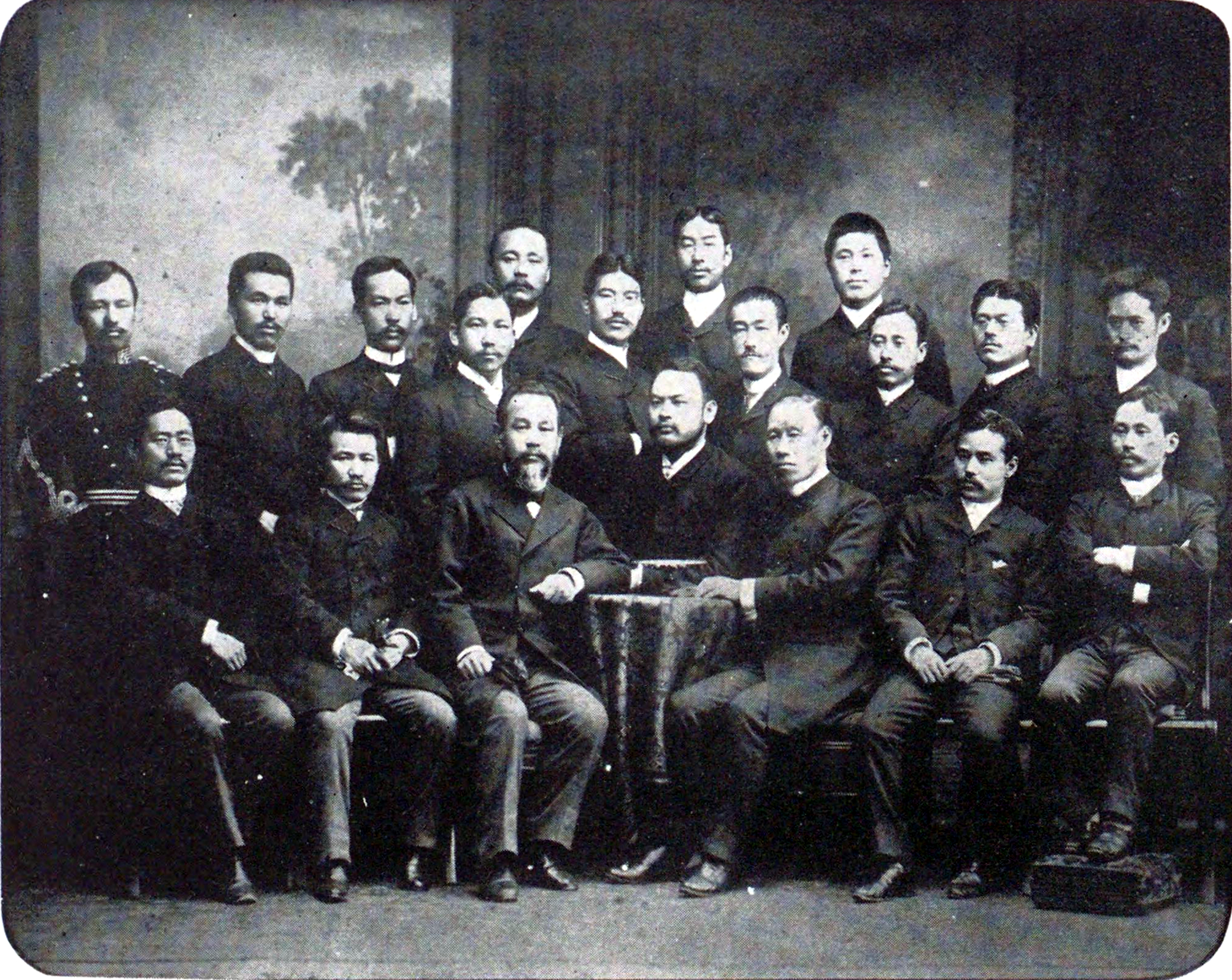
1888年、プロイセン王国ベルリン市にて日本人留学生と。前列左より河本重次郎、山根正次、田口和美、片山国嘉、石黒忠悳、隈川宗雄、尾澤主一。中列左から森林太郎（鴎外）、武島務、中濱東一郎、佐方潜蔵（のち侍医）、島田武次（のち宮城病院産科長）、谷口、瀬川昌耆、北里柴三郎、江口襄。後列左から浜田玄達、加藤照麿、北川乙治郎

1886年（明治19年）、陸軍省に海外留学出願、内閣よりドイツへの私費医学留学が許認される。1887年（明治20年）1月、ベルリンに到着。同年4月、ベルリン・フンボルト大学医学部に学籍登録。指導教授ゲオルク・リヒアルト・レーヴィン（1820年-1896年）もとで梅毒・皮膚病の研究を開始する。その直後、父親からの送金を依頼していた義兄・中島清三郎が学費・生活費を着服。送金が途絶えたことにより、務の生活は困窮する。
下宿費遅延によるトラブルがドイツ公使館付武漢の福島安正大尉に知られることになり、務の帰国命令が下る（森鴎外『獨逸日記』によると、この情報を鴎外にもたらしたのは北里柴三郎）。

### 免職
帰国命令後もドイツに留まり、レーヴィンのもとで梅毒の診療と講義への出席を継続。日本の医学雑誌などに寄稿することで学費・生活費を得ていた。しかし、1887年（明治20年）9月、軍医監石黒忠悳の裁断により免官処分が下り失職、正八位返上を命じられる。1889年（明治22年）1月24日、学籍抹消。博士号の取得ならず。

### その後
1890年（明治23年）、住居をベルリンからドレスデンに移し、貿易会社エル・ゼーリヒ＆ヒレ（R. Seelig & Hille、現Teekanne）に就職。就職ができた理由は、この会社がアジアへの貿易進出を望んでいたこと、そして経営者がドイツ人社会ではマイノリティーであったユダヤ系ドイツ人であり、同じマイノリティーである日本人の窮迫に救済の手を伸ばしたことが考えられる。その後、肺結核を患う。
1890年（明治23年）5月17日午後8時、結核のため死去。